# Jani Honkavaara
Jani Honkavaara (* 2. Februar 1976) ist ein finnischer ehemaliger Fußballspieler und derzeitiger -trainer. Seit 2025 betreut er die in der Allsvenskan antretende Wettkampfmannschaft des Stockholmer Klubs Djurgårdens IF.

## Sportlicher Werdegang

### Spielerkarriere
Honkavaara spielte vornehmlich in der zweit- und dritthöchsten Spielklasse Finnlands. Aus der Jugend von TP-Seinäjoki (bis zur Umbenennung 1994 auch als Törnävän Pallo-55 respektive TP-55 bekannt) stammend, debütierte er als Teenager für den Klub in der mit dem Abstieg aus der zweitklassigen I divisioona endenden Spielzeit 1993. Nach zwei Spielzeiten in der Kakkonen stieg er mit der Mannschaft wieder auf und schaffte am Ende der Spielzeit 1996 als Meister der Nordgruppe den direkten Durchmarsch in die Veikkausliiga. Dort bestritt er zehn Spiele, als der Klub im Endklassement der Erstliga-Spielzeit 1997 als Tabellenvorletzter in die Relegation musste und dort gegen PK-35 Helsinki den Klassenerhalt verpasste. 2000 wechselte er zu Joensuun Palloseura in die viertklassige Kolmonen, kehrte aber anschließend zu TP-Seinäjoki zurück und zog Anfang 2002 zum Drittligisten JIPPO in die Kakkonen weiter. Diesen verließ er nach einer Halbserie und schloss sich dem in die Ykkönen aufgestiegenen FC Viikingit an, mit dem er sich als Tabellendritter der Spielzeit 2003 und -vierter der Spielzeit 2004 im vorderen Mittelfeld platzierte. Dabei kam er kaum über die Rolle des Ergänzungsspielers mit 47 Ligaspielen in zweieinhalb Jahren hinaus. Daher schloss er sich Anfang 2005 dem Drittligaaufsteiger Someron Voima an, anschließend spielte er noch für den Drittligisten FC Kontu und erneut den FC Viikingit. Zwar stieg dieser am Ende der Spielzeit 2006 in die Veikkausliiga auf, Honkavaara beendete jedoch seine aktive Laufbahn und wechselte auf die Trainerbank.

### Trainerlaufbahn
Honkavaara gehörte ab 2007 dem Funktionsteam des FC Viikingit an und unterstützte als Assistent zunächst Aufstiegstrainer Jari Europaeus und nach dem Abstieg bis Ende 2009 dessen Nachfolger Toni Korkeakunnas. 2010 übernahm er beim Drittligisten Helsingfors IFK seinen ersten Cheftrainerposten und führte die Mannschaft in die Ykkönen, wo sie in der Spielzeit 2011 den Klassenerhalt schaffte. Dennoch verließ er anschließend den Klub. Beim Drittligisten IF Gnistan blieb er anschließend nur eine Spielzeit, ehe er zum zwischenzeitlich abgestiegenen Helsingfors IFK zurückkehrte. Den Klub führte er mit zwei aufeinanderfolgenden Aufstiegen als Zweitligameister nach über 40 Jahren zur Rückkehr in die Veikkausliiga. Als Tabellensiebter der Erstligasaison 2015 hatte der Verein jeweils 13 Punkte Abstand zu den Europapokal- respektive Abstiegsplätzen.
2017 übernahm Honkavaara den Trainerposten bei Kuopion PS und führte die Mannschaft in der Spielzeit 2017 zur Vizemeisterschaft. Nach einem dritten Tabellenplatz hielt er den Klub auch in der Meisterschaft 2019 im Bereich der Tabellenspitze, was das Interesse im Ausland weckte und ihn unter anderem bei Royale Union Saint-Gilloise zum Kandidaten für die Nachfolge von Luka Elsner machte. Er blieb jedoch beim Klub und gewann am Saisonende nach 43-jähriger Pause den sechsten Meistertitel der Vereinsgeschichte. Nach Auslaufen seines Vertrags wechselte er jedoch innerhalb der Liga zum Seinäjoen JK, de 2007 aus einer Fusion unter anderem seines Heimatklub TP-Seinäjoki hervorgegangen war, mit dem er in der Spielzeit 2021 Tabellendritter wurde. 2022 war Honkavaara zeitweise für den Suomen Palloliitto als Spezialist an der Schwelle zwischen Jugend- und Erwachsenenbereich tätig.
Nach der Trennung von Pasi Tuutti kurz nach Beginn der Spielzeit 2023 holte Kuopion PS Honkavaara im April 2023 als Cheftrainer zurück. Lediglich die um drei Tore schlechtere Tordifferenz gegenüber dem punktgleichen HJK Helsinki verhinderte den erneuten Meisterschaftsgewinn am Saisonende. Wenige Tage später verkündete der Klub die Vertragsverlängerung um eine Spielzeit. Ab Juni 2024 gehörte er parallel neben Teemu Tainio und Tim Sparv zum neu aufgestellten Trainerstab des finnischen Nationaltrainers Markku Kanerva. Zudem wurde damit das Ausscheiden bei Kuopion PS mit Auslaufen des Vertrags besiegelt. Mit dem ersten Doublegewinn der Vereinsgeschichte verließ er den Klub, nachdem in der Meisterschaft Tampereen Ilves um zwei Punkte distanziert und im Endspiel im Wettbewerb um den finnischen Landespokal 2024 nach einem Doppelpack von Petteri Pennanen Inter Turku mit einem 2:1-Erfolg nach Verlängerung besiegt wurde. In der UEFA Nations League 2024/25 war Finnland zudem ohne eigenen Punktgewinn geblieben, so dass der Verband das Trainerteam auswechselte.
Im Dezember 2024 verpflichtete der schwedische Klub Djurgårdens IF Honkavaara als Nachfolger der Ende Oktober freigestellten Kim Bergstrand und Thomas Lagerlöf sowie des Interimstrainers Roberth Björknesjö und stattete ihn mit einem Drei-Jahres-Kontrakt aus. Nachdem die Mannschaft unter den Vorgängern in der UEFA Conference League 2024/25 die K.O.-Phase erreicht hatte, führte er sie dort nach Erfolgen über Paphos FC im Achtel- und den SK Rapid Wien im Viertelfinale zum größten Erfolg auf internationaler Ebene mit dem Einzug ins letztlich gegen den FC Chelsea verlorene Halbfinale.